# Labarthe-sur-Lèze
Labarthe-sur-Lèze is een gemeente in het Franse departement Haute-Garonne (regio Occitanie). De plaats maakt deel uit van het arrondissement Muret. Labarthe-sur-Lèze telde op 1 januari 2022 6.467 inwoners.

## Geografie
De oppervlakte van Labarthe-sur-Lèze bedroeg op 1 januari 2022 10,43 vierkante kilometer; de bevolkingsdichtheid was toen 620 inwoners per km².

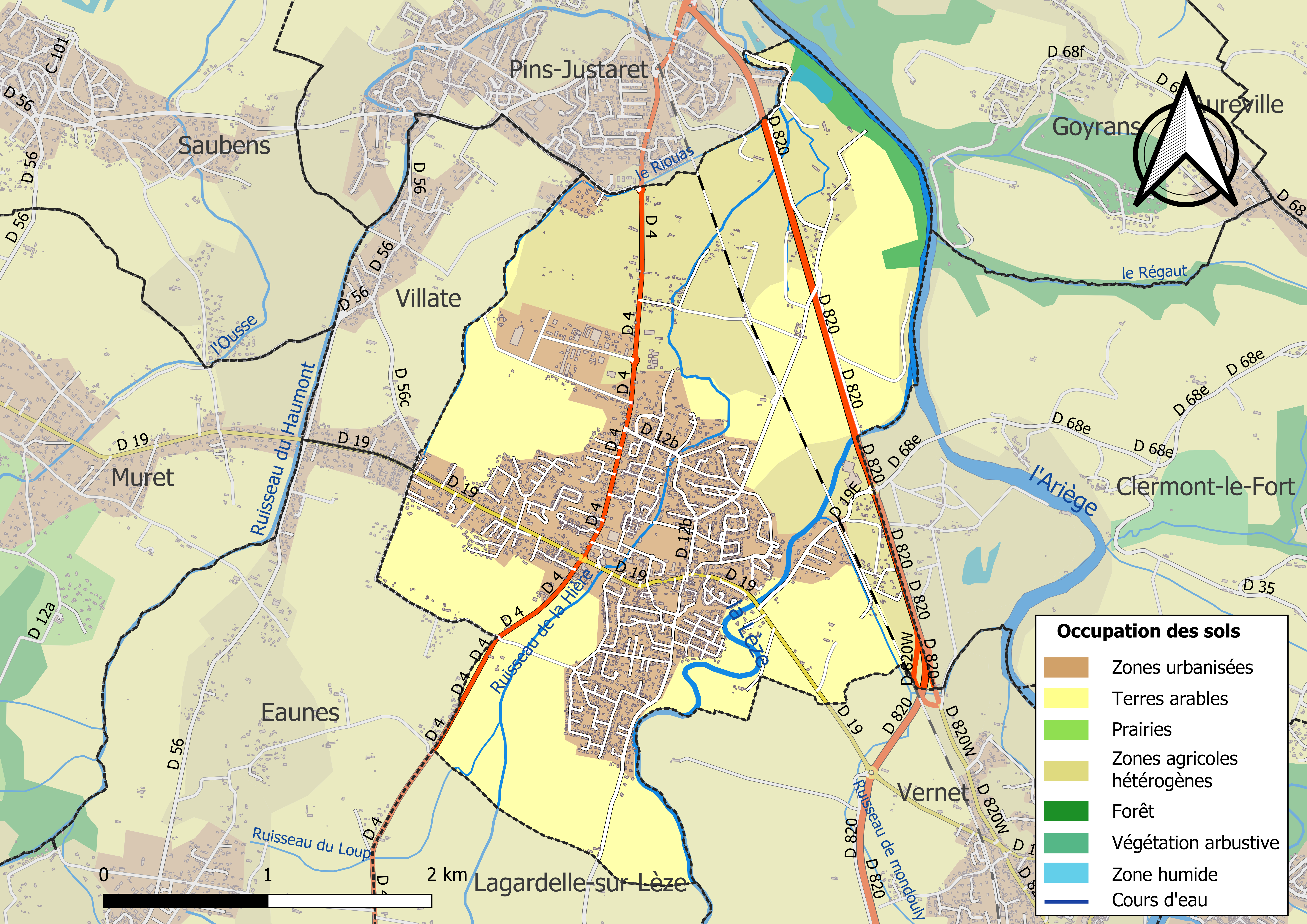
Kaart van de gemeente met belangrijkste infrastructuur, bodemgebruik en omliggende gemeenten

## Demografie
Onderstaande figuur toont het verloop van het inwonertal (bron: INSEE-tellingen).